# Kirkcaldie & Stains
Kirkcaldie & Stains (informeel bekend als Kirkcaldie's of Kirks) was een warenhuis in Wellington, Nieuw-Zeeland . Het werd in 1863 opgericht door John Kirkcaldie en Robert Stains met een kapitaal van £700. De eerste winkel werd geopend op Lambton Quay. In 1868 verhuisden Kirkcaldie & Stains naar hun definitieve locatie op de hoek van Lambton Quay en Brandon Street, waar ze verschillende keren uitbreidden. Er was een filiaal in Cuba Street, Wellington van 1870 tot 1876 en één in Napier van 1897 tot 1917. 
Kirkcaldie & Stains kondigde op 4 juni 2015 aan dat de winkel in januari 2016 zou sluiten, wanneer de locatie, na een renovatie van meerdere miljoenen dollars, een David Jones- winkel zou worden. De aandeelhouders keurden het plan op 31 juli 2015 tijdens een bijzondere vergadering goed. De winkel is op 16 januari 2016 gesloten. De hoofdwinkel aan Lambton Quay werd op juli 2016 heropend als 'David Jones Wellington', een filiaal van de Australische warenhuisketen David Jones Limited. David Jones is gesloten op 12 juni 2022. 

## Geschiedenis
Het bedrijf werd in 1863 opgericht door de Schot John Kirkcaldie, die in de leer was gegaan als textielhandelaar, en de Engelsman Robert Stains, die een achtergrond in de detailhandel had. De mannen ontmoetten elkaar in Sydney, Australië, en besloten hun kapitaal te bundelen om een bedrijf op te richten in Nieuw-Zeeland. 
In Wellington openden zij de eerste winkel met een oppervlakte van nog geen 25 m². Deze winkel aan Lambton Quay was in de romp van het vernielde schip Inconstant, en stond bekend als Plimmer's Ark. Kirkcaldie & Stains werd op 9 december 1863 geopend in 'Waterloo House' en verkocht dames- en herenkleding en accessoires, rouwkleding, gordijnen en fournituren. In 1865 werden er omvangrijke uitbreidingen aan de winkel gedaan.

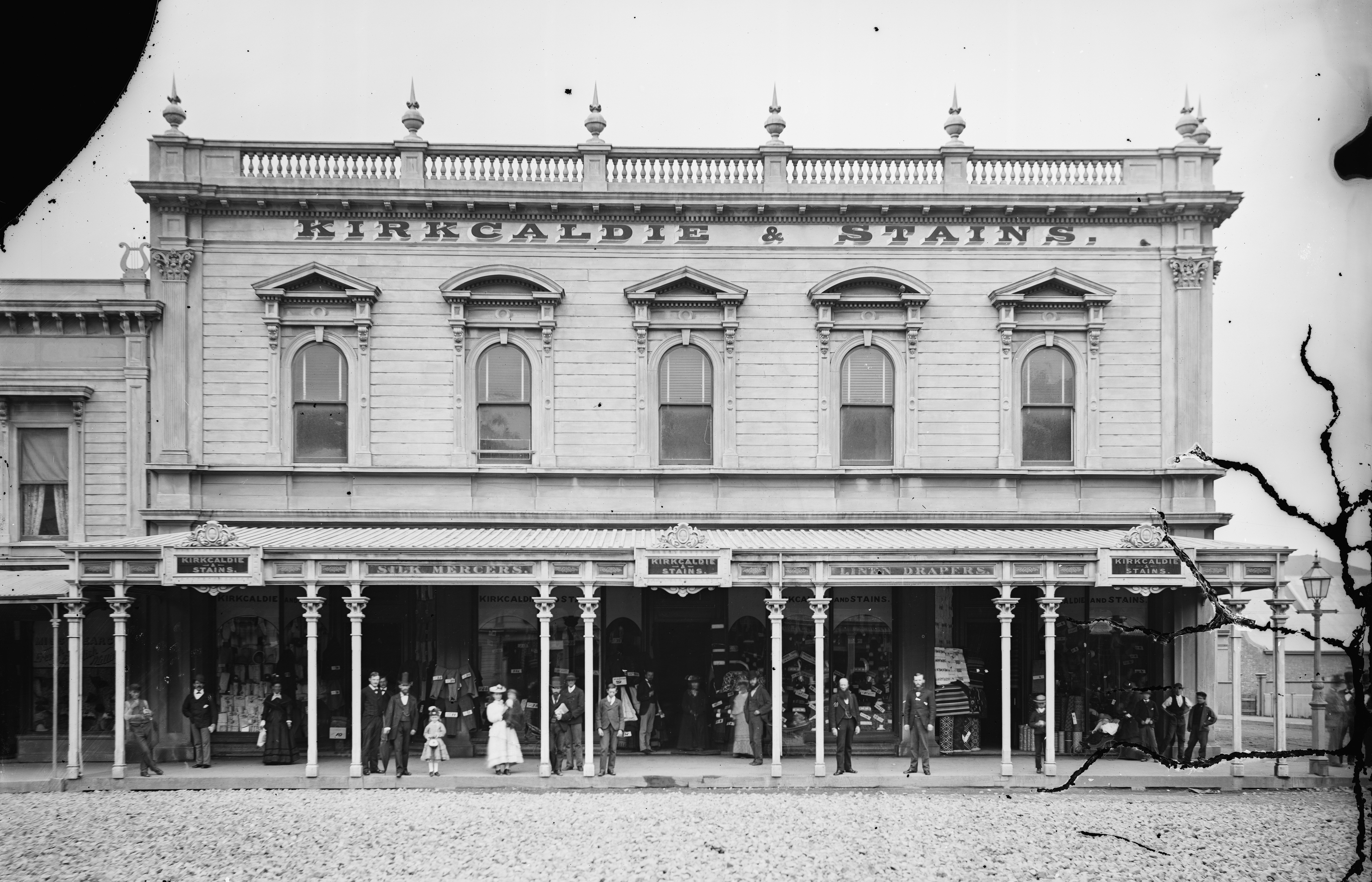
Houten winkel uit 1868 aan Lambton Quay.

In 1868 verhuisde het bedrijf naar een nieuw pand op land dat was teruggewonnen op de haven, op de hoek van Lambton Quay en Brandon Streets. Dit terrein maakt deel uit van het stuk grond waar het bedrijf tot 2016 gevestigd was. Het twee verdiepingen tellende houten gebouw in Italiaanse stijl was ontworpen door CJ Toxward en geopend op 24 oktober 1868.  Johns broer Robert werkte in 1868 als inkoper voor het bedrijf in Londen. 
Tussen 1870 en 1876 exploiteerde Kirkcaldie & Stains ook een filiaal in Cuba Street in Wellington. In de negentiende eeuw was er een tekort aan officiële valuta, dus gaven ongeveer vijftig bedrijven in Nieuw-Zeeland, waaronder Kirkcaldie & Stains, hun eigen munten uit om als betaalmiddel te gebruiken. Kirkcaldie & Stains gaf in de jaren 1870 koperen penningen uit van een halve stuiver en een penny. 
Het partnerschap werd in 1886 ontbonden toen Robert Stains terugkeerde naar Engeland. Stains stierf in Londen in 1912. Het bedrijf bleef tot de jaren 1930 in handen van de familie Kirkcaldie.

### Uitbreiding, 1897–1930
In januari 1897 opende Kirkcaldie & Stains hun enige winkel buiten Wellington en nam de textielactiviteiten van Neal & Close in Napier over. Ze verkochten dit bedrijf weer in 1917 en bleven daarna tot 2014 een bedrijf met één vestiging.
In juli 1897 kondigde Kirkcaldie & Stains aan dat ze hun bedrijf in Wellington zouden uitbreiden door een nieuw bakstenen gebouw van drie verdiepingen te bouwen aan Lambton Quay, grenzend aan hun houten pand uit 1868. Het nieuwe gebouw werd ontworpen door Thomas Turnbull en beschikte over elektrische verlichting, een hydraulische Otis-lift, een buizenpostsysteem van 900 meter en de grootste theesalon van de stad. Destijd waren er afdelingen met gordijnen, fournituren, kleding, mantels, modeartikelen, accessoires, damesondergoed, meubels en vloerbedekking. Op de bovenste verdieping was de kleermakerij, en er was een grote kelder voor binnenkomende goederen. Een deel van het succes van Kirkcaldie & Stains in die tijd kwam van postorders: het bedrijf verzond geïllustreerde seizoenscatalogi en ontving elk jaar 15.000 tot 20.000 bestellingen van klanten buiten Wellington. 
In 1898 vond een incident plaats in de nieuwe theesalon. Toen de manager, Ellen Dick, de keuken uitkwam, trok een van de klanten een grote zeskamerrevolver onder haar mantel vandaan en schoot op haar. Mevrouw Dick werd net onder de ribbenkast aan haar linkerkant geraakt en rende de keuken in terwijl de aanvaller nog twee schoten afvuurde. De aanvaller, Annie McWilliam, rende vervolgens de trap af, maar werd tegengehouden door de winkelmanager, de heer Teasdale, en Sidney Kirkcaldie. Ellen Dick raakte bij de schietpartij niet ernstig gewond omdat de kogel door haar korset was teruggekaatst: de arts die haar verzorgde zei dat een man die op dezelfde plek was neergeschoten, zou zijn omgekomen.  Annie McWilliam werd later veroordeeld tot zeven jaar gevangenisstraf. 
Op 26 juli 1899 werd Kirkcaldie & Stains geregistreerd als een particuliere onderneming onder de Companies Act van 1882.
In de periode 1901-1902 breidde Kirkcaldie & Stains verder uit en bouwde een nieuw bakstenen gebouw van vier verdiepingen in Brandon Street achter hun houten gebouw uit 1868, op de plaats van de eerste brandweerkazerne van Wellington. De bel van de brandweerkazerne werd tot 1952 geluid voor noodgevallen en voor sluitingstijd van het personeel, en werd vervolgens in 1954 geschonken aan de Wellington Fire Board. Het gebouw in Italiaanse stijl is een ontwerp van William Turnbull.
Het bedrijf kocht het pand van het Occidental Hotel op de hoek van Lambton Quay en Johnston Street en begon aan een groot uitbreidingsproject. De eerste fase van de uitbreiding werd gebouwd in 1907 en was een pakhuis van vier verdiepingen in Johnston Street op de plek van het huis van dr. Claud Dawson Henry. Dit gebouw was eveneens een ontwerp van William Turnbull. Het was een constructie van gewapend beton en was mogelijk het eerste gebouw van gewapend beton in Nieuw-Zeeland. Sidney Kirkcaldie verklaarde dat beton aardbevings- en brandbestendiger zou zijn dan baksteen. Destijds waren er veel houten gebouwen die dicht bij elkaar stonden in Wellington, waardoor er veel brandgevaar was. In 1887 had een grote brand een stadsblok tussen Panama Street, Lambton Quay, Featherston Street en Brandon Street verwoest, en er vlogen vonken over naar het houten gebouw van Kirkcaldie & Stains uit 1868. Het gebouw werd gered doordat mannen natte dekens op het dak legden. In december 1904 werd het matrassenmagazijn van Kirkcaldie met een voorraad van £ 500 door een brand veroest. Een maand later, in januari 1905, verwoestte een nieuwe grote brand het D.I.C.-warenhuisblok tussen Panama Street, Lambton Quay en Brandon Street. Een vlammenzee verspreidde het vuur over Brandon Street, waardoor het oorspronkelijke houten gebouw van Kirkcaldie & Stains vlam vatte. De brand werd op tijd gedoofd, waardoor het pand gered werd.

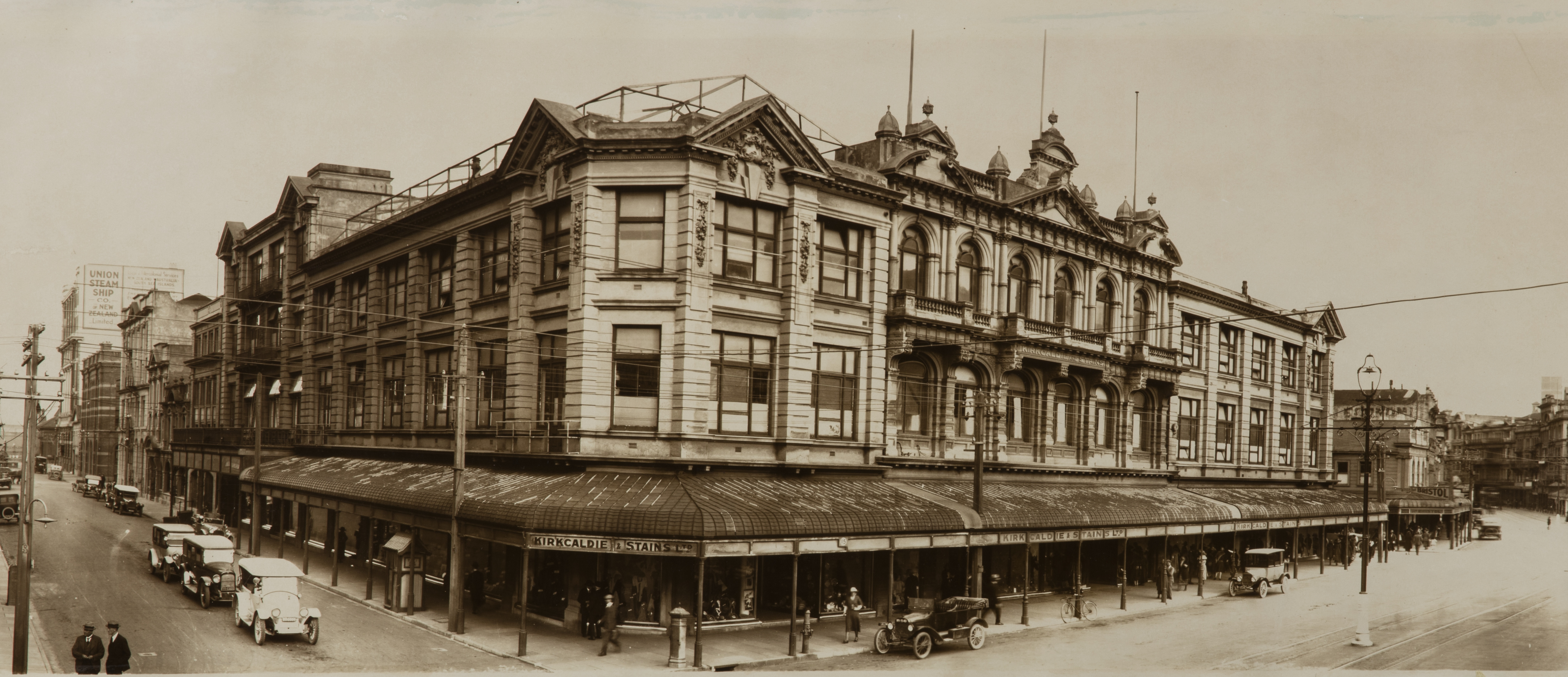
Kirkcaldie & Stains in 1923, met het centrale gebouw uit 1897, voor de ronovatie van de gevels.

In 1908–1909 vond de volgende uitbreidingsfase van Kirkcaldie & Stains plaats met de bouw van een gebouw van drie verdiepingen op het terrein van het Occidental Hotel op de hoek van Lambton Quay en Johnston Street. Het gebouw was opgetrokken uit gewapend beton en had een plat dak voor het parkeren van bestelwagens. In 1909–1910 werd het houten gebouw uit 1868 op de hoek van Lambton Quay en Brandon Street vervangen door een gebouw van drie verdiepingen van gewapend beton. De winkel besloeg nu een straatgevel van Johnston Street, rond Lambton Quay tot Brandon Street. Vier van de vijf panden van Kirkcaldie & Stains waren nu in Italiaanse stijl ontworpen door William Turnbull.
In de periode 1927–1928 verbouwde Kirkcaldie & Stains het gebouw uit 1897 aan Lambton Quay, waarbij de gevel eveneens in Italiaanse stijl werd opgetrokken. Hiermee werden de gevel van Johnston Street tot Brandon Street een geheel. 
In 1931 verkocht de familie Kirkcaldie de onderneming aan British Overseas Stores, een bedrijf met winkels over de hele wereld.

### 1950-2000
In 1951 werd het interieur van Kirkcaldie & Stains drastisch veranderd, waarbij afdelingen werden gemoderniseerd, trappenhuizen werden gemoderniseerd en twee nieuwe liften werden geïnstalleerd. In 1958-1959 werden er verdere verbeteringen op de eerste verdieping om extra ruimte te creëren voor de modeafdeling, omdat confectiekleding steeds populairder werd.
Het bedrijf vierde in 1963 zijn 100-jarig bestaan met etalages die 'Our story in Fashion' (Ons verhaal in de mode) vertelden, speciale verlichting en een galerij met sprookjes- en kinderkamerfiguren langs de luifel aan de voorkant van de winkel. Soortgelijke activiteiten vonden plaats bij de jubilea in 1973 en 1983. In 1993 was er een grote verjaardagstaart met een prijzengeld van $ 64.000. Er was een parade met een spandoek met de tekst "Kirkcaldie & Stains - a tradition in Wellington since 1863". 
In 1985 verkocht British Overseas Stores het gebouw aan Renouf Corporation (het later Hellaby Holdings). De historische gevel bleef behouden, maar het gebouw achter de gevel werd gesloopt en vervangen door een nieuw warenhuis met drie verdiepingen. Het nieuwe pand kreeg een parkeerdek, dat verborgen is achter de oude gevel. De herbouw van de winkel geschiedde in fases waarbij de helft gesloten was en in de andere helft en een aantal nabijgelegen gehuurde panden, de handel doorging. De koperen buizen van de buizenpost, die bijna 80 jaar lang geld door het gebouw hadden gedragen, werden hergebruikt als handrails op de trappen in de nieuwe winkel. De rest van het terrein werd herontwikkeld, waarbij twee kantoortorens van 13 verdiepingen werden gebouwd bovenop de sokkel van drie verdiepingen, die zich uitstrekte naar de achterkant van het winkelgebouw. Het project werd in 1989 voltooid. Dit project was een van de eerste in Wellington waar een nieuw gebouw werd gebouwd met behoud van een historische gevel, en het werd niet als bijzonder succesvol beschouwd vanuit een architectonisch oogpunt. In 1993 werd de classificatie van et gebouw door de New Zealand Historic Places Trust (nu Heritage Nieuw-Zeeland) verlaagd vanwege het gewijzigde aanzicht van de gevel. Vanaf 2023 heeft het pand een Categorie 2 classificatie.
De aandelen in Kirkcaldie & Stains werden tussen 1995 en 1998 door Hellaby Holdings verkocht, voornamelijk aan klanten en personeel van de winkel.

### 21e eeuw
Het bedrijf zette in 2001 een website op, maar bood pas in 2013 online winkelen aan.
Kirkcaldie & Stains had sinds 1995 niet-beursgenoteerde bedrijfsaandelen aan het publiek aangeboden op de secundaire markt. In mei 2001 werd het genoteerd aan de NZX-beurs. Op dat moment waren er vijf miljoen aandelen uitgegeven, voornamelijk aan personeel en klanten van de winkel. In december 2001 kocht het bedrijf het winkelcentrum Harbour City Centre, voorheen het warenhuis DIC. Kirkcaldie & Stains besteedde $ 6 miljoen aan het versterken van het Harbour City Centre voor aardbevingen, maar verkocht het in september 2014, omdat de groei van het online winkelen de extra winkelruimte overbodig had gemaakt. 
In 2006 reorganiseerde de nieuwe algemeen directeur John Milford de retailkant van het bedrijf. Maar van 2008 en 2015 maakte deze kan van het bedrijf verlies. 
In 2012 en 2013 won de winkel 'Warenhuis van het jaar' bij de Roy Morgan Customer Satisfaction Awards, en in 2013 vierde Kirkcaldie & Stains 150 jaar detailhandel met een straatparade en een tentoonstelling van de geschiedenis van de winkel. In augustus 2013 beëindigde Kirkcaldie & Stains de 25 jaar durende praktijk om een pianist een vleugel in de winkel te laten bespelen, omdat de ruimte nodig was voor modemerken en pianomuziek niet langer paste bij de sfeer van de winkel.  De vleugel werd gedoneerd aan de New Zealand School of Dance . 
In juni 2014 opende het bedrijf een interieurfiliaal aan Thorndon Quay. Een jaar later, in juni 2015, werd aangekondigd dat de winkel in oktober 2016 weer gesloten zou worden. 
Op 16 januari 2016 sloot Kirkcaldie & Stains voor het laatst haar deuren. De Australische warenhuisketen David Jones Limited kocht de hoofdwinkel, het huurcontract van Lambton Quay en de naam Kirkcaldie & Stains. Na een volledige renovatie, waarbij airconditioning en roltrappen werden ingebouwd, werd het warenhuis op 28 juli heropend als 'David Jones Wellington'. 2016. David Jones sloot de deuren op 12 juni 2022.

## Galerij

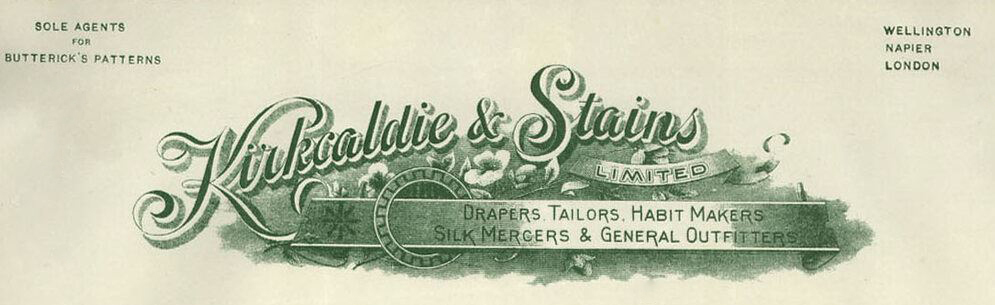
Briefhoofd uit 1915 van Kirkcaldie &#38; Stains
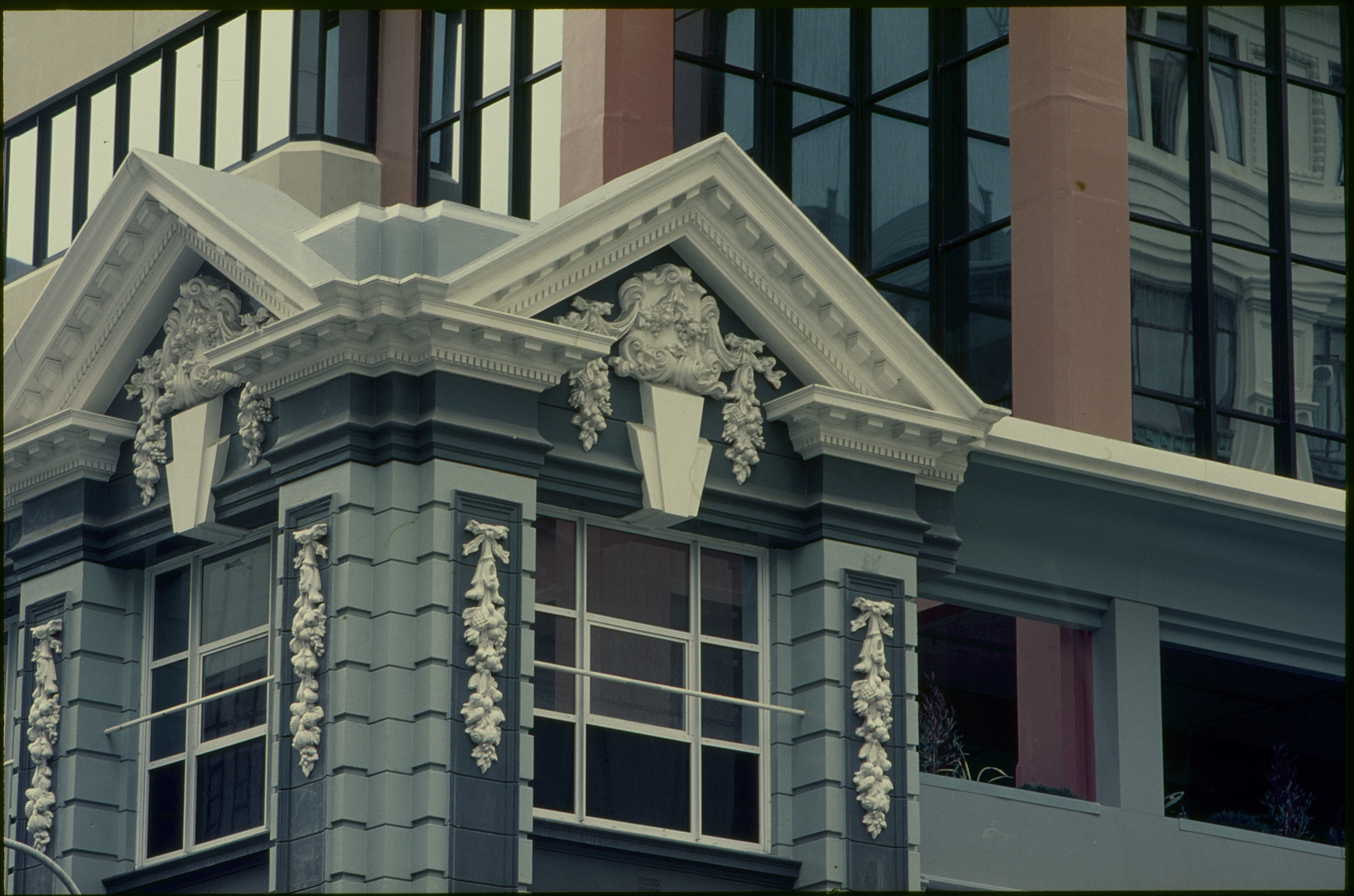
Detail van de gevel, met toren
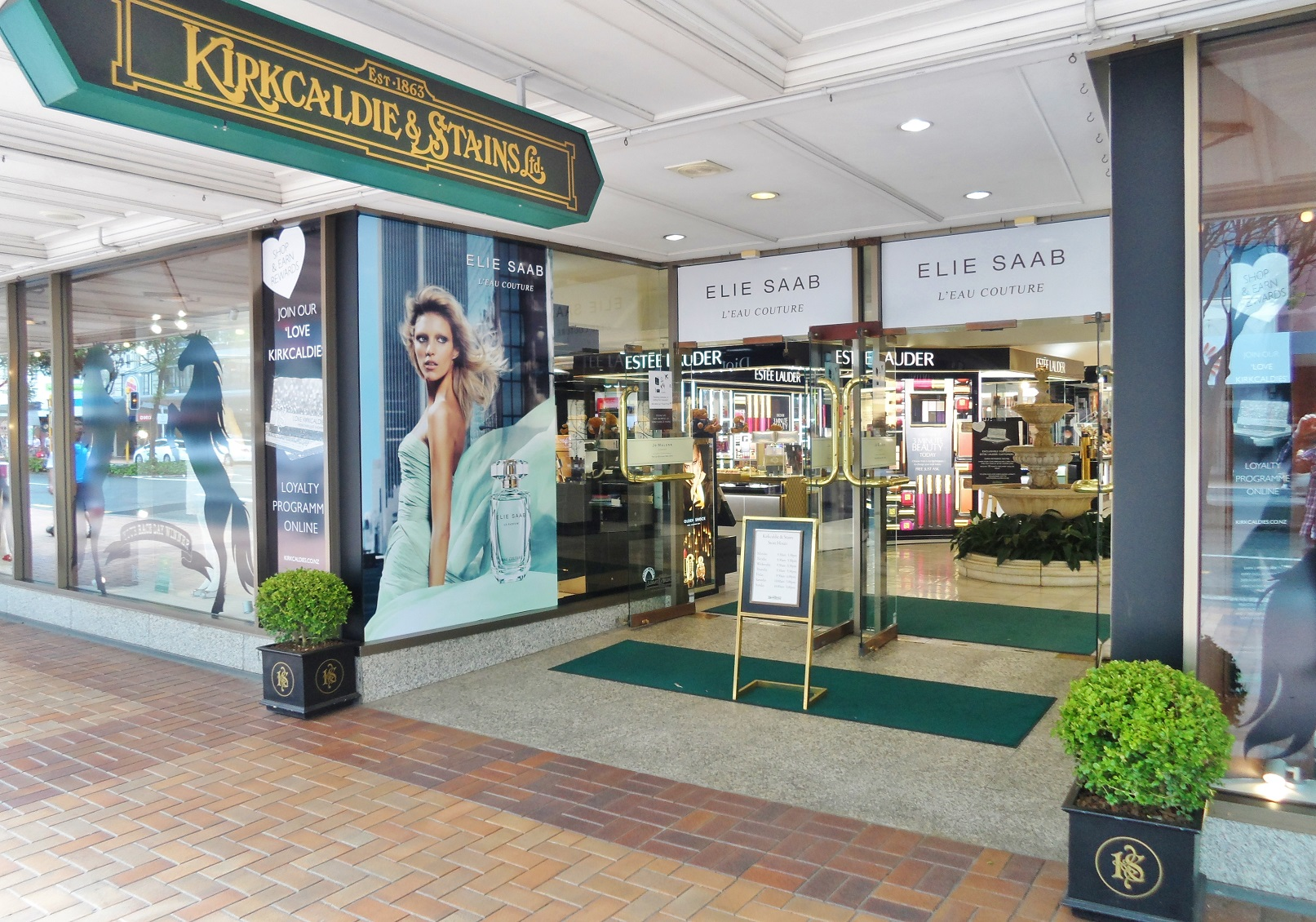
Hoofdingang, Lambton Quay
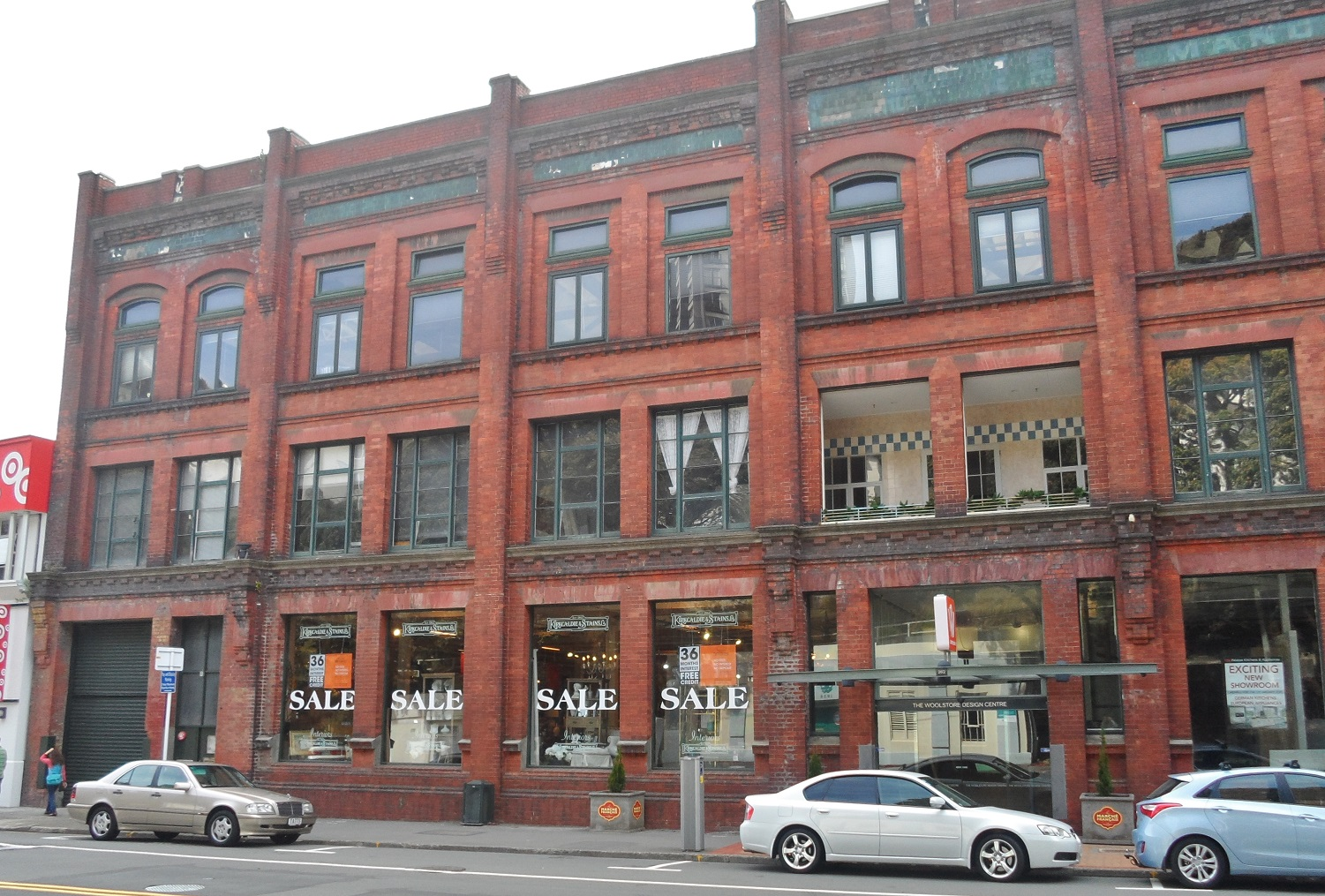
Kirkcaldie & Stains Interiors, Thorndon Quay
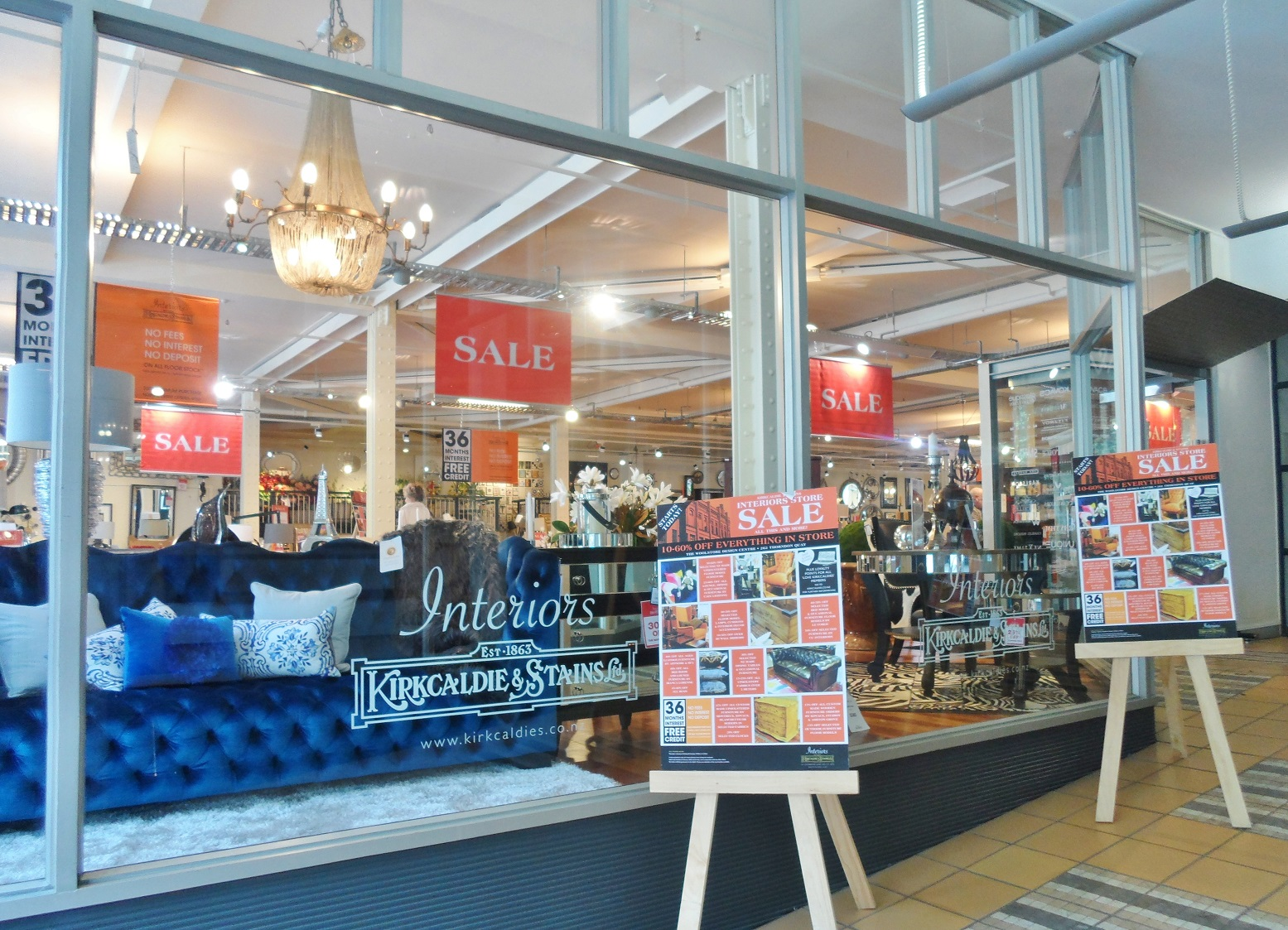
Ingang interieurwinkel